# Димитрий (Дикбасанис)
Митрополит Дими́трий Дикбаса́нис (греч. Μητροπολίτης Δημήτριος Ντικμπασάνης, алб. Mitropoliti  Dhimitri или Mitropoliti Dhimitër также Синаи́ти, алб. Sinaiti; 20 сентября 1940, Серре, Греция — 28 июня 2025, Янина) — епископ Албанской православной церкви, митрополит Гирокастринский.

## Биография
Окончил богословский факультет Аристотилевского университета в Салониках, и поступил в братию Монастыря святой Екатерины на Синае, где принял монашество в 1974 году. Был одним из исследователей и хранителем древних рукописей обители. Преподавал в Патмосской церковной школе.
Когда началось возрождение Албанской православной церкви под руководством Анастасия (Яннулатоса), был в 1991 году направлен в Албанию. Встал во главе возрождения церковной жизни в Гирокастре и окрестностях. С оформлением епархиальных учреждений был определён исполняющим обязанности архиерея Гирокастринской епархии.
11 ноября 2006 года решением Священного Синода Албанской православной церкви архимандрит Димитрий был избран митрополитом Гирокастринским.
16 ноября того же года в Тиранском Благовещенском соборе состоялась его хиротония во епископа с возведением в достоинство митрополита Гирокастринского. Хиротонию совершили: архиепископ Тиранский и всей Албании Анастасий, митрополит Бератский Игнатий (Триантис) и митрополит Корчинский Иоанн (Пелюши).
26 ноября того же года в Архангельском соборе Гирокастры состоялось его настолование.
10—16 декабря 2009 и 22—26 февраля 2011 годы в Шамбези участвовал в заседаниях Межправославной комиссии по подготовке «Святого и Великого Собора».
6-9 марта 2014 года принял участие во встрече предстоятелей автокефальных православных церквей на Фанаре.
Участник прошедшего 11—16 октября 2015 года в Шамбези Пятого Предсоборного Совещания.
21—28 января 2016 года был участником Собрания Предстоятелей Поместных Православных Церквей в Шамбези.
Скончался 28 июня 2025 года в возрасте 84 лет от полиорганной недостаточности в больнице в Янине.